# We vinden nog wel wat
We vinden nog wel wat is een hoorspel van Norman Smithson. Ary van Nierop vertaalde het en de VARA zond het uit op zaterdag 27 mei 1967 (met herhalingen op zaterdag 30 december 1967, woensdag 3 maart 1971, 2 februari 1972 en 30 juni 1976). De accordeonist was Piet Zonneveld en de regisseur Ad Löbler. Het hoorspel duurde 27 minuten.

## Rolbezetting
- Tonny Foletta (Harry)
- Hans Veerman (Charlie)
- Wiesje Bouwmeester (Mildred)
- Willy Ruys (Grote Willie)
- Corry van der Linden (het meisje)

## Inhoud
Dit hoorspel speelt zich af in een klein park, een oase van rust, op enige afstand van de drukke winkelstraten. Arbeiders die in een nogal naargeestige fabriek in de buurt werken, komen daar bij goed weer hun twaalfuurtje wegkauwen onder muzikale begeleiding van vrolijk kwetterende vogeltjes, melodieus piepende kinderwagens en de jengelende tonen van een straatmuzikant. Een vast bankje in dat park hebben een zekere Harry, die de veertig al royaal gepasseerd is, en zijn jonge makker Charlie. Ze hebben een ideaal gemeen: samen ooit nog eens een patates-frites-zaak te kunnen beginnen. Tot nu toe is hun leven nou niet altijd over rozen gegaan, wat ze meer aan anderen verwijten dan aan zichzelf. En wanneer hun dagdroom maar steeds niet gerealiseerd wordt, krijgen ook daar die anderen de schuld van, terwijl zij zelf niet in de gaten hebben dat zij alleen maar tot in het oneindige kletsen over hun toekomstplannen zonder ooit tot daden te komen…